# 엘렌 맥러플린
엘렌 맥러플린(Ellen McLaughlin, 1957년 11월 9일 ~ )은 미국의 극작가, 작가, 영화배우, 연극 배우이다.

## 영화
- 맨해튼 로맨스 (2015년)
- 쥬니어 (1994년)
- 법과 질서 (1990년)